# Jack Lang
Jack Lang (n. 2 septembrie 1939, Mirecourt, Lorraine⁠(d), Franța) este un om politic francez.
Membru al Partidului Socialist, a fost, printre altele, consilier al Parisului în anii 1980, primar al orașului Blois între 1989 și 2000 și deputat (de Loir-et-Cher, apoi de Pas-de-Calais) între 1986 și 2012. A fost învins la alegerile legislative din 2012 în Vosges.
În timpul mandatelor prezidențiale ale lui François Mitterrand, apoi ale lui Jacques Chirac, a fost de mai multe ori ministru în guverne de stânga, deținând în repetate rânduri portofoliile Culturii și Educației naționale, precum și funcția de purtător de cuvânt al guvernului. A participat, printre altele, la lansarea Sărbătorii Muzicii.
În 2013 a fost numit președinte al Institutului Lumii Arabe.

## Biografie

### Origini familiale și copilărie
Jack Mathieu Émile Lang, născut la 2 septembrie 1939 în Mirecourt, în Vosges, provine dintr-o familie evreiască ateistă înstărită din Nancy. Tatăl său, Roger Lang (1902–1955), a fost directorul comercial al întreprinderii de familie, fondată și condusă de bunicul său, Albert Lang (1874–1964), care a făcut avere la sfârșitul Primului Război Mondial, conducând această afacere de recuperare și tratare a deșeurilor industriale. Atât Roger, cât și Albert au fost francmasoni.
Mama sa, Marie-Luce Bouchet (1919–2003), ale cărei bunici erau catolici, a fost fiica lui Émile Bouchet, învățător ateu și francmason, decedat în 1926, și a lui Berthe Boulanger, infirmieră, de asemenea francmasonă, provenind dintr-o familie de convingeri monarhiste.
Încă din 1938, din cauza riscului de război cu Germania, Albert și Roger Lang și-au trimis soțiile la Vichy. După invazia germană, Albert Lang și soția sa s-au stabilit la Brive-la-Gaillarde, în Corrèze. Tânărul Jack și mama sa s-au refugiat inițial la Cholet, în casa străbunicii sale, mama lui Berthe Boulanger, apoi la Bordeaux, în timp ce tatăl său, Roger, a fost mobilizat mai întâi la Lunéville, după care i s-a alăturat familiei și cumnatului său, Luc Bouchet, la Brive-la-Gaillarde. Jack și mama sa i-au urmat la Brive-la-Gaillarde după bombardarea orașului Bordeaux.
Tatăl său a fost condamnat de tribunalul din Brive-la-Gaillarde pentru că nu și-a declarat copiii ca fiind evrei, dar a fost ulterior achitat de Curtea de Apel din Limoges, întrucât mama copiilor era catolică. Roger Lang a susținut, la sfatul rabinului din Brive-la-Gaillarde, David Feuerwerker, că doar filiația maternă determină apartenența la religia mozaică. Cu toate acestea, Roger Lang a fost plasat în arest la domiciliu. În aprilie 1942, Berthe Bouchet a venit să viziteze familia Lang, într-un moment în care fiica sa era pe cale să nască al treilea copil, Marianne. Berthe, venerabilă a primei loji masonice mixte, a fost arestată de Gestapo în 1943, la Nancy, în urma unei denunțări. Condamnată pentru fapte de propagandă și rezistență, a fost deportată la Ravensbrück, unde a fost gazată pe 30 martie 1945.

### Tinerețe și studii
Jack Lang și-a urmat studiile secundare la Liceul Henri-Poincaré din Nancy. A intrat în clasa a șasea în anul 1949, dar a repetat anul, fiind apoi trimis timp de doi ani la internat, la colegiul din Lunéville. Ulterior, a revenit în clasa a opta la liceul Henri-Poincaré. Inițial, a fost repartizat în secția științifică în primul trimestru al clasei a zecea, dar a cerut, în cursul anului, să fie transferat în secția economică și socială. Jack Lang și-a pierdut tatăl în anul 1955, la vârsta de 15 ani.
A obținut bacalaureatul în 1957, apoi s-a înscris la Facultatea de Drept a Universității din Nancy și la Centrul Universitar de Studii Politice, afiliat Institutului de Studii Politice al Universității din Paris. După ce a promovat cu mențiune primii doi ani de studii la centru, a putut intra direct, în 1959, în anul al doilea de studii la IEP Paris. A obținut diploma în 1961 (secția Serviciu public). Și-a continuat, în paralel, studiile juridice la Facultatea de Drept a Universității din Paris, unde a obținut licența în drept, tot în 1961.
În 1964 a obținut diplomele de studii superioare în științe politice și în drept administrativ. A devenit doctor în drept în ianuarie 1967. După ce a avut două eșecuri succesive, a reușit să devină laureat al concursului de agregare în drept public și științe politice.
La Conservatorul de artă dramatică din Nancy, în 1957, a cunoscut-o pe Monique Buczynski, provenind dintr-o familie evreiască poloneză, fiica lui Jacques Buczynski, născut în Lituania în 1900, și a Elvirei Kahn, pe care a cununat-o pe 13 martie 1961. Au avut două fiice. Cea mai mare este Caroline, născută în 1961, vicepreședintă senior la Warner Bros. International Television Distribution, având o scurtă carieră de actriță, cel mai cunoscut rol al ei fiind în filmul L'Argent de Robert Bresson, care a ales-o pentru a-i mulțumi tatălui ei pentru acordarea finanțării anticipate. Cea mai mică este actrița Valérie Lang (1966–2013), partenera lui Stanislas Nordey, fiul lui Jean-Pierre Mocky.

### Carieră profesională
După ce și-a terminat studiile la Paris, și-a început o carieră universitară la Facultatea de Drept a Universității din Nancy. A devenit asistent al profesorului de drept internațional Charles Chaumont.
A devenit lector după ce și-a obținut doctoratul. După ce a promovat concursul de agregare, a fost numit conferențiar la 1 ianuarie 1971 la Universitatea Nancy-II.
A fost numit profesor titular de drept internațional în 1976 și a fost decan al unității de predare și cercetare în științe juridice și economice din 1977 până în 1980. Ulterior, a obținut transferul la Universitatea Paris X-Nanterre, apoi, pentru câteva luni în 2019-2020, a fost transferat pe un post ocupat la Conservatorul Național de Arte și Meserii din Paris, înainte de a intra în Guvernul Jospin.

### Teatru și începuturi în executivul cultural
Foarte devreme atras de scena teatrală, Jack Lang a fondat, în 1958, împreună cu Édouard Guibert, trupa universitară din Nancy; în primul an, a interpretat rolul principal din Caligula. De asemenea, a urmat cursuri timp de trei ani la conservatorul de artă dramatică din Nancy.
Încă din 1963, el a obținut permisiunea de a primi trupe de amatori din străinătate și a creat Festivalul de teatru universitar de la Nancy, pe care l-a prezidat până în 1973 (când a fost înlocuit de Lew Bogdan). Încă de la ediția din 1968, evenimentul a depășit sfera artistică a regiunii Lorena pentru a dobândi o reputație națională și mondială, primind, printre alții, pe Roland Grünberg, Bread and Puppet Theatre, Bob Wilson și El Teatro Campesino.
În 1972, președintele Georges Pompidou l-a chemat să preia conducerea Teatrului Chaillot. Considerat subversiv, conducerea Chaillot i-a fost retrasă în octombrie 1974 de către noul secretar de stat pentru Cultură, Michel Guy, ceea ce a provocat un scandal mediatic.
În anii 1980, el a contribuit la crearea Premiului Europa pentru teatru, născut în 1986, al cărui președinte a fost ulterior.
În 1997, el a fost președintele juriului celei de-a 47-a ediții a Festivalului de la Berlin.

## Carieră politică

### Începuturi
În tinerețea sa, Jack Lang a fost, după tatăl său, radical francmason, un fidel al lui Pierre Mendès France. Membru al Consiliului pentru dezvoltare culturală între 1971 și 1973, s-a angajat începând din 1974 alături de François Mitterrand, profitând de carnetul său de adrese internațional. A intrat în Partidul Socialist în 1977 și a devenit secretar național pentru cultură în 1979. A fost ales în 1977 consilier municipal în arondismentul 3 din Paris, în urma lui Georges Dayan, și a militat împotriva reamenajării Halles-urilor din Paris.
El a fost descoperit de marele public în 1981 când a fost numit ministru al Culturii, post pe care l-a ocupat timp de zece ani în toate guvernele socialiste din cele două mandate de șapte ani ale lui François Mitterrand. La începutul lunii iunie 1981, și-a prezentat demisia din minister după ce fratele său, beat, a ucis un om cu o lovitură de cuțit în spate într-un bar din Nancy; această demisie i-a fost refuzată de François Mitterrand, care a folosit ulterior dreptul său de grațiere prezidențială în favoarea fratelui ministrului, reducându-i pedeapsa de 12 la 10 ani de închisoare. În această funcție, el a instituționalizat în 1982 Fête de la musique, care exista anterior ca asociație. Această sărbătoare populară, ocazie pentru concerte stradale gratuite și manifestări culturale, a cunoscut rapid un mare succes în Franța, astfel că multe țări au preluat ideea. De asemenea, în 1984, a pus bazele Zilelor naționale ale patrimoniului (actualele Zile europene ale patrimoniului).
El și-a propus demisia lui François Mitterrand în 1985, ca opoziție față de proiectul de privatizare a posturilor de televiziune franceze și față de privilegiile acordate celui de-al 5-lea canal. Mitterrand i-a refuzat demisia, nevrând să rupă “solidaritatea guvernamentală” cu mai puțin de șase luni înainte de alegerile legislative din 1986.
În timpul anilor de coabitare (1986-1988 și 1993-1995), și-a regăsit postul de profesor de drept la Universitatea Paris X Nanterre. În 1988, Lang a revendicat un mare minister “al Frumuseții și al Inteligenței”.

### Ministrul Culturii

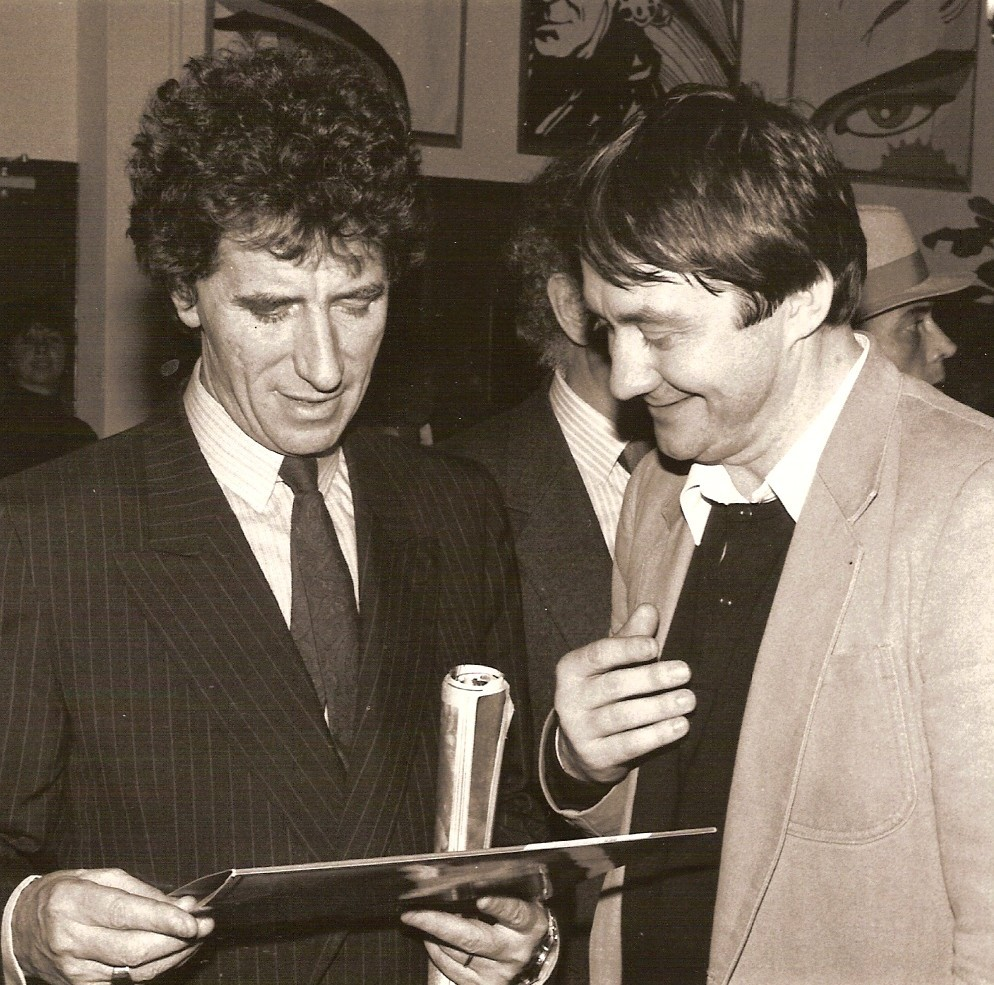
Jack Lang (stânga) cu Alain Meilland în timpul Printemps de Bourges din 1986.

Pe durata celor două mandate ale lui Jack Lang, din mai 1981 până în martie 1986, apoi din mai 1988 până în martie 1993, ministerul a cunoscut transformări importante. A accelerat modernizarea sa și s-a deschis către societatea contemporană: a crescut bugetul, și-a extins domeniul de acțiune către noi forme de artă, s-a inserat în lumea economică și a dezvoltat audiovizualul. Ministrul Culturii a beneficiat de sprijinul constant al președintelui Republicii, în special în realizarea Marilor Lucrări la Paris (Marele Louvre, Arcul de la Défense, Opera Bastille, Biblioteca Națională a Franței etc.) și în provincie, care au dat un nou avânt arhitecturii contemporane în Franța (Christian de Portzamparc, Jean Nouvel, Dominique Perrault…).
Bugetul ministerului a fost dublat în 1982, apoi a fost progresiv ajustat pentru a tinde spre 1% din bugetul statului, crescând de la 2,6 miliarde de franci în 1981 la 13,8 miliarde în 1993. Această creștere bugetară, cu un ritm dublu față de cel al statului, a atins toate domeniile ministerului și a favorizat acțiunile lor: monumente istorice, al căror buget s-a dublat și el (recunoașterea patrimoniului industrial și a secolului XX); descentralizarea teatrului (La Criée, etc.) și a dansului (crearea Centrelor coregrafice naționale), însoțite de numeroase numiri precum cele ale lui Patrice Chéreau, Giorgio Strehler, Rudolf Noureev, Jean-Claude Gallotta etc.; arheologie (generalizarea săpăturilor preventive, în urma celor de la Louvre, datorită consultării Conservatorilor regionali de arheologie asupra autorizațiilor de construcție); grădini (crearea Festivalului de la Chaumont); sprijin și apel către creatori, mai ales în cadrul manifestărilor naționale (Jean-Paul Goude, Philippe Decouflé etc.) și crearea unor noi evenimente culturale (Fête de la musique în 1982, Zilele Patrimoniului în 1984, Fête du cinéma în 1985, La fureur de lire în 1989); arte plastice (crearea Centrului Național al Artelor Plastice, a celor 22 de fonduri regionale de artă contemporană sau FRAC, alocații excepționale pentru achiziții la Muzeul Național de Artă Modernă între 1981 și 1984, relansarea comenzii publice contemporane de decorațiuni, vitralii și mobilier, prin Pierre Soulages, Jan Dibbets, Pierre Alechinsky, Daniel Buren, Pierre Paulin, Andrée Putman etc., în special prin colaborarea cu manufacturile naționale și apelul către tineri designeri precum Philippe Starck, Sylvain Dubuisson...); cercetare științifică (AGLAE); muzee (crearea celor 22 de fonduri regionale de achiziții pentru muzee sau FRAM, care au reluat achizițiile de artă veche cu un ritm necunoscut de la începutul secolului XX, după cum o dovedesc acum pereții expuneri ai principalelor muzee de artă frumoasă din provincie).
În 1988, Jack Lang i-a propus lui François Mitterrand să creeze un minister al Inteligenței și al Frumuseții, care ar fi reunit ministerele Cercetării, Culturii și Comunicațiilor, precum și cinci secretariate de stat. Proiectul nu a fost realizat.
Deconcentrarea ministerului s-a accelerat paralel cu descentralizarea, odată cu finalizarea rețelei direcțiilor regionale pentru afaceri culturale și crearea centrelor regionale de documentare a patrimoniului din cadrul Inventarului general al monumentelor și bogățiilor artistice ale Franței. A fost relansată o politică de contracte și convenții între stat și colectivitățile teritoriale, în ritmul a aproximativ o sută pe an. Cu ajutor financiar din partea statului, s-a observat o modernizare a echipamentelor culturale la nivel național (renovarea muzeelor de Arte Frumoase din Lyon, Lille, Nantes, Rouen etc., construcția sau renovarea muzeelor, în special de artă contemporană, la Grenoble, Saint-Étienne, Nîmes, Bordeaux…).
Mai multe mari instituții de formare au fost create sau renovate: Școala Națională a Patrimoniului, La Fémis, Școala Națională Superioară de Fotografie din Arles, Conservatorul Național Superior de Muzică și Dans din Paris, Conservatorul Național Superior de Muzică și Dans din Lyon, Școala de dans a Operei din Paris de la Nanterre, Școala Luvrului… În 12 ani, au fost create peste 8 000 de posturi în domeniul cultural.
Educația artistică în mediul școlar s-a modernizat. Au fost predate discipline noi (teatru, cinematografie, istoria artelor…), în timp ce a fost demarată realizarea viitorului Institut Național de Istorie a Artei. Au fost dezvoltate acțiuni de sensibilizare pentru copii: clase culturale, colegiul la cinema, clasele patrimoniului. Cititul a fost încurajat prin finalizarea rețelei Bibliotecilor departamentale de împrumut și prin creșterea resurselor acestora în contextul descentralizării.
Câmpul de acțiune al ministerului s-a extins către alte forme de artă: chanson, rock (programul de construire a sălilor Zénith, sprijinirea Centrului de Informare pentru Rock (CIR) și crearea FAIR sub responsabilitatea lui Bruno Lion, însărcinat cu misiunea pentru rock și varietăți în cadrul ministerului), jazz (orchestra națională), muzici tradiționale, circ (Centrul Național al Artelor Circului), artele străzii, moda, pe care a promovat-o ca patrimoniu francez, design, creație industrială, în timp ce au fost create noi locuri de difuzare (Centrul Național al Chansonului, Centrul Național al Benzii Desenate din Angoulême…).
Această perioadă a fost, de asemenea, cea a transformărilor din peisajul audiovizual: s-au înmulțit canalele, s-a privatizat o parte din sectorul public, s-au deschis undele radio și s-au instituit organisme de reglementare audiovizuală (Autoritatea Supremă).
Ținând cont de modernitatea economică și de dezvoltarea “culturii de apartament” , datorită progreselor rapide din domeniul electronicii, ministerul s-a preocupat tot mai mult de industriile culturale (cinema, carte, disc, audiovizual), din dorința de a reglementa piața: a întărit mecanismul de sprijin pentru industria cinematografică prin consolidarea avansului pe încasări și prin crearea SOFICA, a introdus prețul unic al cărții și a impus cote de difuzare a cântecelor francofone la radio. Această apropiere dintre cultură și economie s-a concretizat și prin încurajarea mecenatului (prin stimulente fiscale).

### Accesul la delegație
Paralel cu cariera sa ministerială, el a fost consilier municipal și consilier al Parisului din 1983 până în 1989, apoi, începând cu 1986, s-a stabilit în Loir-et-Cher și a devenit deputat (a fost reales în 1988 și în 1993, dar a fost demis de drept și declarat ineligibil timp de un an printr-o decizie a Consiliului Constituțional, în urma unor nereguli în conturile sale de campanie, apoi a fost reales în 1997) și primar al orașului Blois între 1989 și 2000, an în care și-a cedat postul de primar adjunctului său, Bernard Valette. A aspirat atunci deschis să candideze la Primăria Parisului, bastion puternic al dreptei. Totuși, cu câteva zile înainte de desemnarea candidatului socialist, a fost numit ministru al Educației Naționale de către Lionel Jospin. Între 1997 și 2000, a prezidat Comisia pentru Afaceri Externe și, în 1998, l-a invitat acolo pe Dalai Lama.

### Alegerile prezidențiale din 1995
Inițial candidat la alegerile primare prezidențiale socialiste din 1995, el a fost nevoit, în cele din urmă, să se retragă sub criticile unor membri ai Partidului Socialist, rocardianul Manuel Valls și aproximativ douăzeci de prim-secretari federali ducând o campanie internă împotriva lui. Daniel Vaillant a agravat situația numindu-l „rușinea stângii”. Lang l-a calificat atunci pe Lionel Jospin drept un „ratat”, iar acesta din urmă s-a opus intrării lui Jack Lang în guvern în 1997, după victoria stângii la alegerile legislative.
În 1997, el a fost chemat de personalul de la Piccolo Teatro din Milano și de Walter Veltroni, viceprim-ministru italian, pentru a asigura, benevol, interimatul conducerii după demisia fondatorului său, regizorul Giorgio Strehler, în urma unei serii de atacuri din partea municipalității Lega Nord din Milano. L-a luat alături de el pe Emmanuel Hoog.

### Acțiuni în Educația Națională
În aprilie 1992, Pierre Bérégovoy i-a încredințat Ministerul Educației Naționale, pe lângă cel al Culturii. Ajuns într-o perioadă de contestare din partea studenților și liceenilor, el a început, pentru a „detensiona atmosfera”, prin a suspenda proiectul de reformă universitară al predecesorului său, Lionel Jospin. A relaxat proiectul de reformă pedagogică a liceelor și a propus să se apeleze la soldați în termen pentru a combate violența din școli. A reluat și negocierile și a reușit să ajungă la un acord cu părintele Max Cloupet, pe atunci secretar general al învățământului catolic, permițând reglementarea unei părți a litigiului privind plata contribuției statului la cheltuielile de funcționare ale școlilor private. De asemenea, a făcut să fie retapițată anticamera biroului ministrului Educației Naționale cu un tapet semnat de Pierre Alechinsky, dar a preferat biroul lui André Malraux, de pe strada Valois.
În martie 2000, în urma remanierii guvernamentale de amploare care a marcat revenirea „elefanților” din Partidul Socialist în guvern, el l-a succedat lui Claude Allègre în funcția de ministru al Educației Naționale. Prim-ministrul Lionel Jospin l-a numit datorită caracterului său conciliant și popularității sale în rândul tinerilor, într-o perioadă preelectorală, pentru a calma spiritele: “Este coșmarul oricărui ministru să aibă liceenii în stradă”, a povestit el, numit de două ori (1992-1993; 2000-2002) pentru a pacifica lumea educației, a calma sindicatele și reprezentanții părinților. A fost cu atât mai disponibil cu cât a renunțat să solicite învestitura socialistă pentru alegerile municipale din capitală.
Pe durata celor doi ani ai mandatului său de ministru, a făcut tot posibilul să calmeze “mamutul”, cum îl numea predecesorul său. A reformulat ușor examenul de bacalaureat și a relansat recrutarea profesorilor, blocată din 1997. În noiembrie 2001, a creat o Comisie pentru rasism și negationism la Universitatea Jean-Moulin Lyon III, prezidată de istoricul Henri Rousso.
Bătut la alegerile locale din 2001 de către Nicolas Perruchot de la UDF, în perspectiva alegerilor legislative din 2002, a părăsit definitiv Blois și a reușit să fie “parașutat” în Pas-de-Calais. A devenit deputat în a 6-a circumscripție a Pas-de-Calais (Boulogne Nord-Calais vest), o circumscripție foarte populară, care are unul dintre cele mai ridicate rate de beneficiari ai RMI în Franța.

### În opoziție după înfrângerea Patidului Socialist la alegerile din 2002

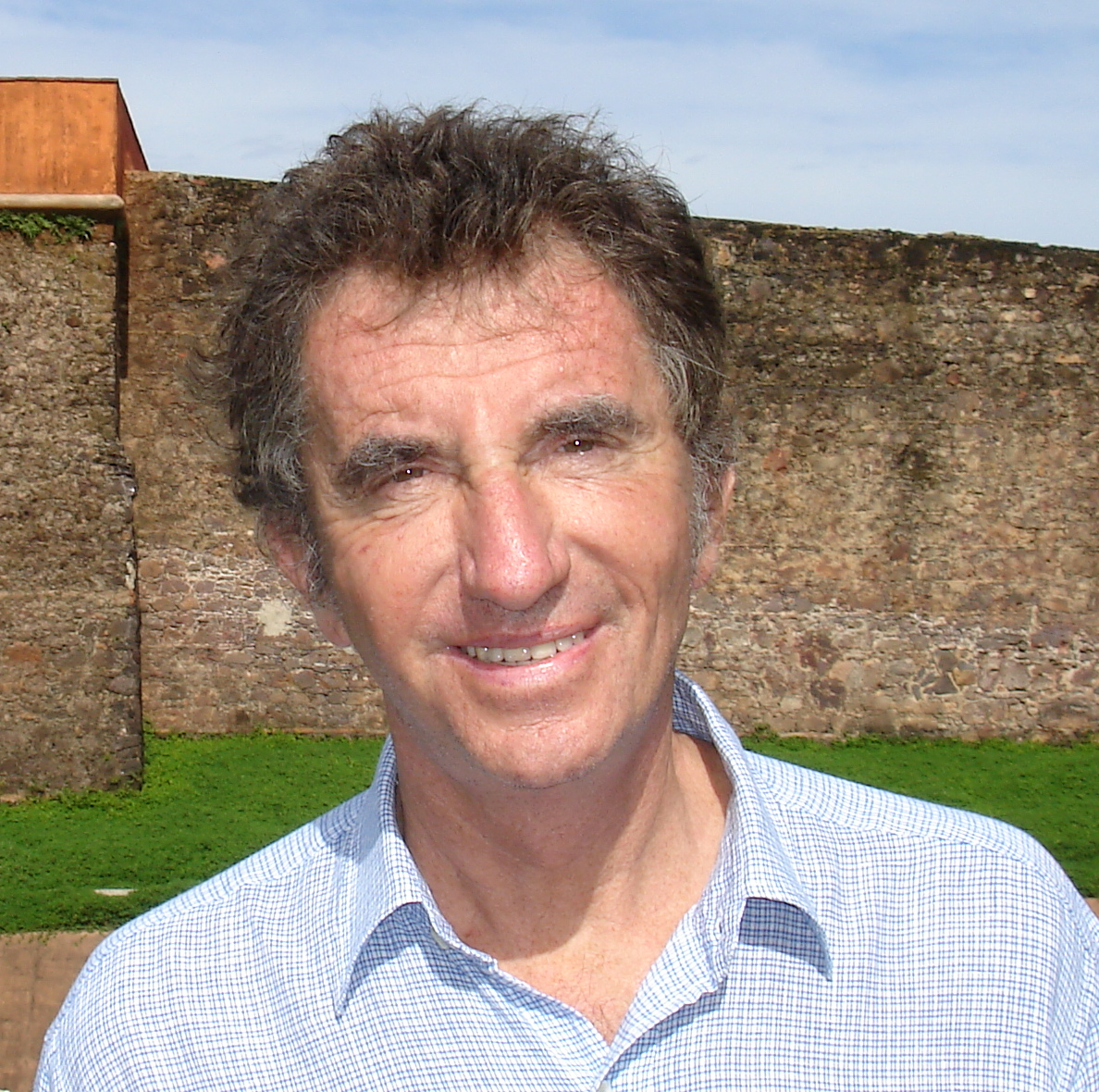
Jack Lang în Brazilia în 2005.

În 2004, a fost numit purtător de cuvânt național al campaniei Partidului Socialist pentru alegerile regionale și cantonale. La sfârșitul anului, a reintrat în conducerea partidului, fiind însărcinat, împreună cu Martine Aubry și Dominique Strauss-Kahn, cu proiectul socialist pentru scrutinurile electorale din 2007.
Fiind purtător de cuvânt al PS în campania pentru referendumul privind tratatul de instituire a unei constituții pentru Europa, el a susținut “da”-ul alături de echipa de conducere a partidului. După victoria “ nu”-ului, a lansat un club de reflecție, Inventons demain, ceea ce a fost considerat un prim pas spre anunțarea candidaturii sale la alegerile primare care urmau să desemneze candidatul socialist la alegerile prezidențiale din 2007. A anunțat de mai multe ori dorința de a se prezenta.
În septembrie 2005 a publicat lucrarea Changer, în care a propus în special ca președintele Republicii să fie ales pentru patru ani și să fie responsabil în fața Adunării Naționale, să se instaureze interdicția cumulului mandatelor, să se desființeze Senatul și să se regularizeze fără-documente. În primăvara anului 2006, în Tout ce que vous avez toujours voulu savoir sur moi, Jack Lang a scris: “Ségolène Royal nu are nicio experiență nici pe plan internațional, nici într-un mare minister. […] Nu poți să te bazezi doar pe farmecul tău, să nu spui nimic și să speri să devii președintă” ; a apreciat că cuplul Hollande-Royal “a privatizat partidul în folosul său”, ceea ce constituia, după părerea lui, “o negare a democrației”.
Dacă ar fi fost desemnat candidat al Partidului Socialist, Jack Lang era dat drept clar învins în fața lui Nicolas Sarkozy în sondaje. La 2 octombrie 2006, a anunțat în cele din urmă că renunță să se prezinte la primarele socialiste. La început, a spus că nu susține niciunul dintre cei trei candidați aflați în cursă (Ségolène Royal, Dominique Strauss-Kahn, Laurent Fabius), apoi a făcut apel la vot pentru Ségolène Royal, apreciind că ea era singura capabilă să învingă dreapta. După această susținere, a renunțat la publicarea cărții Tout ce que vous avez toujours voulu savoir sur moi, în care se arăta critic față de Royal; editorul său l-a dat în judecată pentru „încălcarea contractului și reținerea abuzivă a drepturilor de autor”. Ulterior, a făcut parte din echipa restrânsă de campanie a lui Ségolène Royal, în calitate de „consilier special”.

### Funcții sub președinția lui Nicolas Sarkozy
La alegerile legislative din 2007, Jack Lang a fost reales deputat al celei de-a șasea circumscripții din Pas-de-Calais, obținând 54,72% din voturi în turul al doilea.
De la această alegere, el și-a luat distanță față de structurile partidului său și a acceptat misiuni propuse de președintele Republicii, Nicolas Sarkozy, apărându-se totodată că nu dorește să intre într-un guvern de deschidere, asemenea foștilor socialiști Bernard Kouchner și Éric Besson.

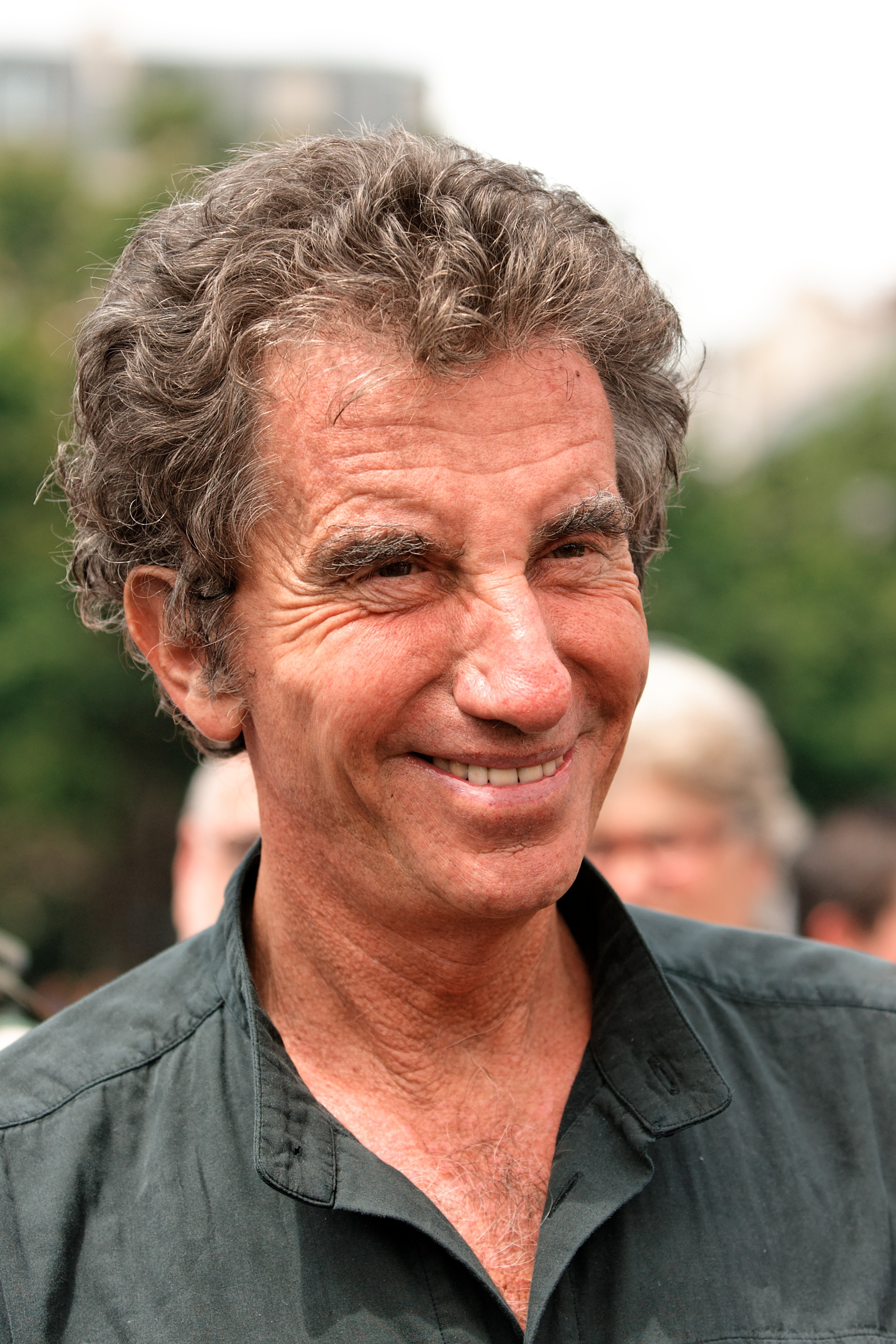
Jack Lang la Marșul Pride de la Paris din 2008.

El s-a alăturat, în mod personal, Comitetului de reflecție și propuneri pentru modernizarea și reechilibrarea instituțiilor în iulie 2007, ceea ce a atras criticile lui Jean-Marc Ayrault și François Hollande și l-a determinat să părăsească biroul național al 1 iulie 2007. Potrivit lui Rémi Lefebvre, profesor de științe politice la Universitatea din Reims, această numire i-a permis lui Nicolas Sarkozy să destabilizeze Partidul Socialist, iar lui Jack Lang, popular, dar fără un curent organizat, să iasă din izolare în afara partidului.
În cadrul acestei comisii, el a recomandat suprimarea postului de prim-ministru și limitarea la două a numărului mandatelor prezidențiale. Un an mai târziu, a fost singurul parlamentar socialist care a votat reforma la congresul Parlamentului francez din 21 iulie 2008, întrunit pentru a modifica Constituția franceză în sensul propus de comitetul de reflecție. Votul, obținut cu o diferență de două voturi, a atras numeroase critici împotriva sa din partea Partidului Socialist.
În același timp, el a făcut declarații binevoitoare față de guvern, considerând, de exemplu, că politica internațională a guvernului a fost „destul de pozitivă”, în timp ce a formulat critici virulente la adresa acțiunilor succesorului său la Ministerul Educației Naționale, Xavier Darcos.
La congresul de la Reims din 14 noiembrie 2008, el și-a luat poziția în favoarea lui Martine Aubry, care a fost aleasă primă secretar.
Pe 25 februarie 2009 s-a dus în Cuba în calitate de „emisar special al președintelui Republicii” pentru a relansa dialogul franco-cubanez, de data aceasta fără să fie criticat de conducerea partidului său.
În primăvara anului 2009, el a adus sprijin proiectului de lege Hadopi, fiind în dezacord cu deputații din grupul său prezenți la dezbateri. În ciuda acestei poziții, nu a participat la dezbaterile din Adunarea Națională, astfel încât, pe 11 martie, colegul său socialist Christian Paul a susținut în hemiciclu că Jack Lang nu ar fi citit textul. Pe 12 mai, la votul solemn din Adunare, Jack Lang a fost singurul membru al grupului PS care a votat în favoare.
La data de 1 octombrie 2009, Jack Lang s-a deplasat în Coreea de Nord în calitate de „emisar special al președintelui Republicii”, având printre altele scopul de a explora o posibilă reluare a relațiilor diplomatice dintre Paris și Phenian.
Presat pentru o vreme să ocupe postul de ambasador al Franței pe lângă Organizația Națiunilor Unite (ONU), el a fost numit consilier special pentru problemele juridice legate de pirateria de la largul Somaliei, alături de secretarul general al ONU, în anul următor, la 26 august 2010.
În octombrie 2010, el a apărut la mitingurile din campania electorală a prietenului său Laurent Gbagbo, a cărui imagine încercase anterior să o reabiliteze în rândul socialiștilor francezi. La 3 decembrie 2010, a criticat voalat victoria lui Alassane Ouattara. Câteva zile mai târziu, l-a invitat, în cele din urmă, pe Laurent Gbagbo să recunoască rezultatele.

### Înfrângere în alegerile legislative din 2012
La început, el și-a exprimat sprijinul pentru candidatura lui Dominique Strauss-Kahn la alegerile primare prezidențiale socialiste din 2011. După ce acesta a fost acuzat de agresiune sexuală la New York, Jack Lang a condamnat justiția americană și a denunțat un „linșaj”. Cu puțin timp înainte de primul tur al alegerilor primare, el și-a anunțat sprijinul pentru François Hollande.
În decembrie 2011, după ce a refuzat să participe la votul membrilor Partidului Socialist în a șasea circumscripție din Pas-de-Calais, unde era deputatul în exercițiu, el nu a fost desemnat candidat de către partid în vederea alegerilor legislative din 2012. În săptămânile următoare, a căutat o altă circumscripție în care să candideze. La 7 ianuarie 2012, a fost în cele din urmă investit de membrii PS în a doua circumscripție din Vosges. La turul al doilea al alegerilor legislative, pe 17 iunie 2012, a fost învins de deputatul UMP în exercițiu, Gérard Cherpion.

## Președintele Institutului Lumii Arabe
Numit ambasador itinerant însărcinat cu problema pirateriei de către François Hollande în august 2012, el a devenit, la 25 ianuarie 2013, președintele Institutului Lumii Arabe și i-a succedat astfel lui Renaud Muselier.
Criticat la momentul numirii sale pentru salariul lunar de 10.000 de euro, el a preluat conducerea într-un context intern dificil, cu probleme financiare recurente și o scădere a numărului de vizitatori. A preluat conducerea atât a consiliului de administrație, cât și a consiliului înalt, funcții de obicei ocupate de două persoane diferite, și s-a înconjurat, printre alții, de expertul cultural Claude Mollard și de diplomatul Gilles Gauthier. La un an după numire, a prezentat „renașterea” Institutului, prin trei mari expoziții anuale, lucrări precum restaurarea moucharabiehelor și o nouă guvernanță.
În filmul Belle du Seigneur (2013), el joacă un rol secundar, fiind delegat francez la Liga Națiunilor.
În ianuarie 2014, el a criticat, într-un articol de opinie, ordonanța Consiliului de Stat privind cazul Dieudonné, considerând această decizie drept „un regres profund”. El a văzut în aceasta „o răsturnare de jurisprudență” „care tinde să instaureze un fel de regim preventiv, ba chiar o formă de cenzură morală prealabilă libertății de exprimare”.
Gestionarea Institutului Lumii Arabe de către Jack Lang a fost criticată: IMA a înregistrat, într-adevăr, o pierdere record de 2,5 milioane de euro în 2015, în condițiile în care numărul de vizitatori a scăzut de la un milion în 2014 la 757.000 în 2015. Incapabil să redreseze finanțele Institutului, din cauza unor costuri de funcționare ridicate, acestea au fost agravate de noi cheltuieli, cum ar fi costuri de protocol deosebit de mari. Revista Capital a atras de asemenea atenția asupra „tovarășilor din epoca Mitterrand” de care s-a înconjurat Jack Lang, precum responsabila sa de comunicare Catherine Lawless, consilierul său cultural Claude Mollard, precum și soția sa, Monique Buczynski, care, deși avea un contract de voluntariat, beneficia de deconturi ale căror detalii nu apar în registrele financiare ale Institutului.
La începutul lunii martie 2019, revista L’Obs a dezvăluit că Jack Lang ar fi primit, între 2013 și 2018, costume și pantaloni în valoare de aproximativ 195.600 de euro din partea creatorului de modă italian Smalto. Avocatul său a confirmat aceste informații, precizând că „aceste cadouri nu au avut niciodată vreo contraprestație”. O anchetă preliminară pentru „abuz de bunuri sociale” a fost deschisă pe 12 martie.
S-a implicat în mod constant în promovarea predării limbii arabe. Astfel, a susținut crearea CIMA, o certificare pentru limba arabă, inspirată de modelul TOEFL, și a publicat în februarie 2020 un manifest în favoarea acesteia, intitulat „Limba arabă, comoară a Franței”.
În 2022 a participat împreună cu ministra culturii, Rima Abdul Malak, la campania de conștientizare pentru Sărbătoarea cinematografiei și la încurajarea revenirii în sălile de cinema. Figura sa emblematică a fost pusă în centrul proiectului, într-un mod ironic, ironizând omniprezența sa de peste 40 de ani în cadrul ministerului. În același an, arhivele sale personale au fost predate oficial Arhivelor Naționale.
La începutul anului 2024, Jack Lang a fost reconfirmat pentru un al patrulea mandat consecutiv în fruntea Institutului Lumii Arabe, de către președintele Republicii, Emmanuel Macron. A fost cea mai lungă numire în această funcție de la înființarea instituției, președinția lui Jack Lang fiind prelungită până în 2026.

## Politica culturală
Jack Lang a fost desemnat secretar național al PS pentru acțiunea culturală în 1973. În 1981, a devenit ministru al Culturii. Partidul Socialist, urmat de celelalte partide politice, a dorit să intensifice democratizarea culturii, începută de André Malraux, deși acesta nu a folosit niciodată acest termen. Această politică a fost susținută de mișcările asociative și sindicale, care și-au dat seama de importanța unei „coabitări” socio-politice pentru răspândirea culturii.
Astfel, la nivel local, bugetele legate de cultură au explodat și au devenit o miză politică reală, la fel de importantă precum economia țării, în favoarea Partidului Socialist. În același mod, bugetul pentru promovarea culturii a trecut pentru prima dată la 1% din bugetul național. Politicile culturale, susținute de președintele François Mitterrand, le-au conferit un caracter legitim. Obiectivele principale ale politicii lui Jack Lang au fost atât să diminueze ierarhizarea tradițională care separa „artele majore” de „artele minore”, cât și să integreze în cele din urmă activități care până atunci nu erau considerate parte din domeniul cultural.
Astfel, Jack Lang a permis evidențierea:
circului (cu înființarea unui Centru național al artelor circense și a unei asociații naționale însărcinate cu gestionarea subvențiilor ministerului),
fotografiei (deschiderea unei Școli Naționale),
muzicii, alta decât cea clasică,
educației artistice.
El a acordat o importanță foarte mare creatorului, în toate mediile artistice:
- la cinema, a dezvoltat ajutoare financiare pentru scriere;
- la teatru, au fost create subvenții pentru a sprijini companiile.

Aceste finanțări au fost acordate după o evaluare a proiectului. El și-a dorit să difuzeze acțiunile culturale în masă, dar prin intermediul unei producții artistice diversificate și de calitate.
Legea Lang din 1 august 1981 a stabilit un preț unic pentru carte, declarând astfel că luptă împotriva monopolizării pieței de către magazinele de retail de tip mare, precum Fnac sau hipermarketurile.

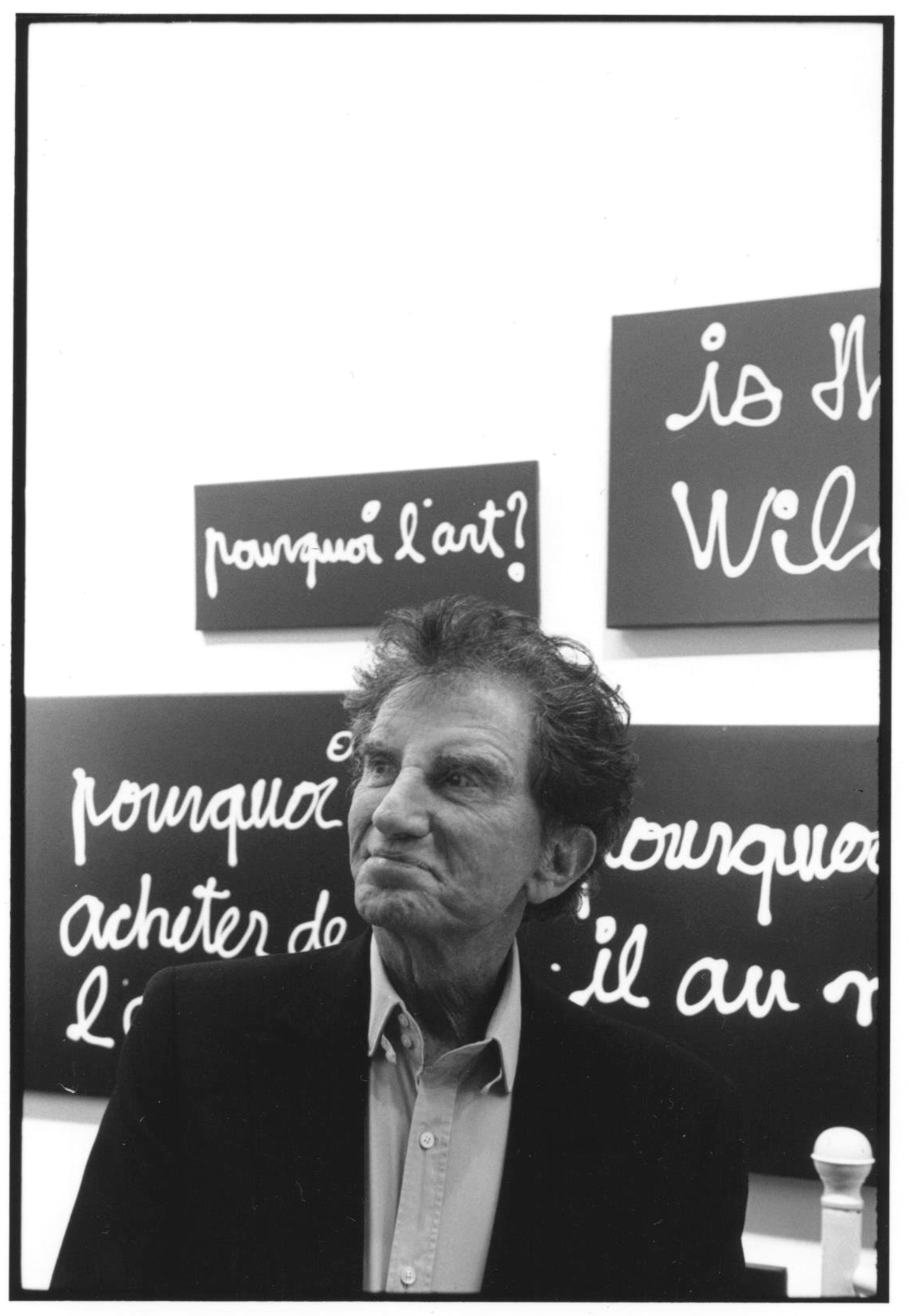
Jack Lang de Olivier Meyer în.

Jack Lang a fost, de asemenea, inițiatorul conceptului de Zénith, o sală sigură, cu o capacitate mare, destinată organizării concertelor de „rock” (termen folosit atunci pentru a desemna tot ce nu era muzică clasică sau jazz).
Paralel, sub presiunea economiei generale care se liberaliza și în ciuda a doi ani de luptă împotriva americanizării, el a acordat modei, publicității și designului o dimensiune culturală. A promovat noțiunea de „democrație a gustului”, în care fiecare își alege cultura dorită și este „creator” de cultură. De la operele de artă până la gesturile vieții cotidiene, totul a fost considerat „cultură”.

## Poziții și controverse

### Despre infracțiuni și delicte de natură sexuală
În 1977, pe când era universitar, Jack Lang a făcut parte din cele 70 de personalități care au semnat o petiție apărută în Le Monde, prin care se cerea eliberarea adulților acuzați de „atentat la pudicitate fără violență asupra minorilor [sub] cincisprezece ani”, care „au precizat judecătorilor de instrucție că erau consimțitori (deși justiția le nega în prezent orice drept de consimțământ)”. Potrivit semnatarilor petiției, „există o disproporție manifestă între calificarea de crimă” […] și natura faptelor reproșate”. În ianuarie 2021, întrebat despre acest subiect în contextul afacerii Olivier Duhamel, Jack Lang a declarat: „A fost o prostie. Eram foarte mulți atunci: era Daniel Cohn-Bendit, Michel Foucault, o serie de intelectuali. Era după 1968 și eram purtați de un fel de viziune libertină greșită.”
Ulterior, Jack Lang a adus sprijin de mai multe ori unor personalități publice acuzate în dosare de pedocriminalitate sau agresiune sexuală: Alain Sarde și Robert De Niro în 1998, Frédéric Mitterrand în 2009, Roman Polanski în 2010, Dominique Strauss-Kahn în 2011, Woody Allen în 2018, Christophe Girard în 2020 și Bastien Vivès în 2023.

### Zvonuri despre pedofilie
Începând cu anul 1982, numele său a fost menționat în zvonuri legate de implicarea în afacerea Coral, un informator al poliției care susținea că a fost martor ocular și care îl acuza pe Gabriel Matzneff, René Schérer și Jack Lang că se „angajau în fapte reprobabile cu copii cu sindrom Down tratați la centrul Coral”. Ancheta a concluzionat că Jack Lang nu a fost implicat, la fel ca și alte personalități politice acuzate.
Numele lui Jack Lang a fost menționat în 1988 în cazul Rosella Hightower, o școală de dans din Cannes unde un tânăr spaniol de 15 ani s-a sinucis, fiind hărțuit după ce a refuzat avansurile sexuale ale unor profesori. Unul dintre profesori a fost urmărit penal pentru atentat la pudicitate asupra minorilor, dar a fost achitat din lipsă de mărturii. Yves Bertrand, fost șef al Serviciului General de Informații francez, a scris într-o notă oficială că un profesor de dans „pune la dispoziția adulților pedofili adolescenți, elevi ai centrului”; el a adăugat că „subofițerul responsabil de anchetă ar fi mărturisit în privat, în timpul faptelor, că interceptările judiciare au scos la iveală numele lui Jack și al Moniquei Lang”. 
Catégorie:Article à référence à confirmer⁠(d)
La 31 ianuarie 1991, într-un interviu acordat ziarului Le Gai Pied, Jack Lang a declarat că „sexualitatea infantilă este încă un continent interzis, rămânând descoperitorilor secolului XXI să-i exploreze țărmurile”. Însă biografii Nicolas Charbonneau și Laurent Guimier au atribuit această frază nu lui Jack Lang, ci jurnalistului săptămânalului, care îl cita pe filozoful René Schérer.
În apropierea alegerilor primare prezidențiale socialiste franceze din 1995, unii jospiniști au răspândit zvonuri despre sexualitatea sa; el a declarat apoi despre acest subiect: „Atunci m-au numit pedofil. A fost îngrozitor. Am găsit cei doi care spuneau asta. Primul și-a cerut iertare. Cu al doilea nu mai vorbesc.” La începutul anilor 2000, unii chirakiști au relatat, fără să aducă dovezi, despre o arestare a lui Jack Lang în Maroc, într-un caz de moralitate care s-a încheiat cu o evacuare discretă organizată de Élysée.
La 28 mai 2011, Le Figaro a relatat că, cu câțiva ani înainte, polițiștii din Marrakech au făcut o descindere nocturnă într-o vilă din palmeria unde niște francezi au fost surprinși „distrându-se” cu băieți tineri. Poliția marocană ar fi arestat adulții prinși în flagrant, printre care „un fost ministru francez”. Afacerea ar fi fost rezolvată de ambasada Franței, iar fostul ministru francez ar fi plecat imediat cu avionul înapoi în Franța. Astfel, cazul ar fi fost mușamalizat și nu s-ar fi început nicio urmărire penală, nici în Maroc, nici în Franța. Două zile mai târziu, la Canal+, Luc Ferry a afirmat, de asemenea, deși recunoscând că nu are dovezi, că un „fost ministru” ar fi fost „prins la Marrakech într-o petrecere cu băieți mici”, fără a putea da nume, de teama să nu fie condamnat pentru defăimare. Zvonurile au circulat în jurul lui Jack Lang și al fostului ministru de Externe Philippe Douste-Blazy. Jurnalele lui Yves Bertrand, confiscate de justiție în contextul afacerii Clearstream, precizau: „Lang la Mamounia, în noiembrie [2001], a avut relații cu băieți mici”La 28 mai 2011, Le Figaro a relatat că, cu câțiva ani înainte, polițiștii din Marrakech au făcut o descindere nocturnă într-o vilă din palmeria unde niște francezi au fost surprinși „distrându-se” cu băieți tineri. Poliția marocană ar fi arestat adulții prinși în flagrant, printre care „un fost ministru francez”. Afacerea ar fi fost rezolvată de ambasada Franței, iar fostul ministru francez ar fi plecat imediat cu avionul înapoi în Franța. Astfel, cazul ar fi fost mușamalizat și nu s-ar fi început nicio urmărire penală, nici în Maroc, nici în Franța. Două zile mai târziu, la Canal+, Luc Ferry a afirmat, de asemenea, deși recunoscând că nu are dovezi, că un „fost ministru” ar fi fost „prins la Marrakech într-o petrecere cu băieți mici”, fără a putea da nume, de teama să nu fie condamnat pentru defăimare. Zvonurile au circulat în jurul lui Jack Lang și al fostului ministru de Externe Philippe Douste-Blazy. Jurnalele lui Yves Bertrand, confiscate de justiție în contextul afacerii Clearstream, precizau: „Lang la Mamounia, în noiembrie [2001], a avut relații cu băieți mici”.
Pe 24 iunie 2011, Le Parisien a dezvăluit că mai mulți martori prezenți în Maroc veniseră să susțină acele declarații privind pedofilia, însă fără ca numele lui Jack Lang să fi fost menționat. Audiat de polițiști, Luc Ferry a declarat că aflase despre această poveste la intrarea sa în guvern, în 2002. Un jurnalist de la France Télévisions a evocat existența unei telegrame AFP care, potrivit lui, ar fi fost retrasă rapid în care se menționa arestarea lui Jack Lang într-un riad, dar polițiștii nu au găsit nicio urmă a unei asemenea telegrame. În noiembrie 2012, Jack Lang, audiat în calitate de martor de Brigada pentru protecția minorilor, a calificat această poveste drept „o invenție absurdă”. Numele ministrului evocat nu a fost făcut public, iar dosarul a fost clasat fără urmări.
În 2020, în urma afacerii Epstein, presa americană, apoi cea franceză, a relatat despre legăturile dintre Jack Lang și Jeffrey Epstein, în a cărui locuință pariziană primul se dusese în anul precedent. Fostul ministru îl cunoscuse pe omul de afaceri în cadrul unui dineu organizat în onoarea lui Woody Allen și îl invita pe Jeffrey Epstein la celebrarea a 30 de ani de la inaugurarea piramidei de la Luvru. De asemenea, s-a dezvăluit că infractorul american finanțase, cu suma de 58 000 de dolari, o asociație franceză practic inactivă, compusă din apropiați ai lui Jack Lang. Acesta a declarat, fără alte precizări, că suma în cauză avea ca scop „finanțarea unui film”, despre care spunea că „era în curs de finalizare”, deși nivelul de avansare al proiectului rămânea necunoscut pentru una dintre cofondatoarele asociației.

### Utilizarea abuzivă a activelor corporative
Parchetul din Paris a deschis, la 12 martie 2019, o anchetă preliminară care îl viza pe Jack Lang pentru abuz de bunuri sociale. În cadrul unei percheziții care a avut loc în noiembrie 2019 la sediul parizian al firmei Smalto, brigada financiară a Poliției Naționale a descoperit, într-un carnet de croitorie, că Jack Lang, înregistrat sub numărul de client 11631, primise din partea companiei de prêt-à-porter cadouri în valoare de 500 000 de euro între 2003 și 2018, perioadă în care fusese deputat Partidului Socialist de Pas-de-Calais. Fostul ministru al Culturii nu declarase niciodată aceste cadouri. Ancheta este în curs de instrumentare.

### Noura
Începând din 2007, firma de catering libaneză Noura s-a ocupat de serviciile de restaurant la Institutul Lumii Arabe, prin Zyriab, restaurantul gastronomic al institutului. Jack Lang reușise să obțină posibilitatea de a plăti doar 25 de euro pe masă în locul tarifului obișnuit de 60 de euro.
Totuși, la 17 octombrie 2015, Jack Lang a renunțat la serviciile firmei Noura, invocând lipsa de calitate și de diversitate. Firma Noura a solicitat plata a 74 de mese servite la preț redus „domnului Lang și invitaților săi” și „doamnei Lang și invitaților săi” pe o perioadă de două luni. Noura a obținut un acord amiabil în acest sens.
Potrivit Atlantico.fr, angajații firmei de catering au semnat o petiție în care denunțau condițiile de muncă, în special faptul că sălile restaurantului nu mai erau încălzite, erau încălzite insuficient sau că lifturile de serviciu destinate restaurantului erau deseori defecte.

### Salariul la Institutul Lumii Arabe
Jeune Afrique a dezvăluit că Jack Lang, aflat la conducerea Institutului Lumii Arabe, ar fi solicitat și obținut un salariu de 10.000 de euro pe lună, deși instituția culturală se confrunta încă cu dificultăți financiare. Jack Lang a declarat că suma exactă era de „9.000 de euro brut”, precizând totodată că „ar fi anormal ca președintele unei mari instituții precum aceasta să fie subplătit”.

## Detalii despre mandatele și funcțiile politice

### Activism
Admirator al lui Pierre Mendès France, Jack Lang a aderat la PSU (Partidul Socialist Unificat) la sfârșitul anilor 1960, apoi s-a alăturat Partidului Socialist, unde a ocupat mai multe funcții de conducere:
- 1978-1979: consilier al primului secretar
- 1979: director al campaniei pentru alegerile europene
- 1979-1981: delegat național responsabil cu Cultura
- 1981: delegat pentru comunicare în campania prezidențială a lui François Mitterrand
- 1987-1988: secretar național pentru Cultură și Tineret
- 2005-2007: secretar național, responsabil cu dezvoltarea partidului în cadrul polului „viață” al Partidului Socialist; a gestionat în special valul de adeziuni din 2006. La 11 iulie 2007, și-a dat demisia din Biroul Național (și, deci, din funcția de secretar național), în urma unui dezacord cu primul secretar François Hollande privind politica de „deschidere” promovată de Nicolas Sarkozy.
- Membru al Consiliului Național al Partidului Socialist
- Președinte al clubului „Inventons demain” (din aprilie 2004)
- Administrator al Asociației Prietenii Institutului François-Mitterrand
- Membru al Biroului Național al Partidului Socialist
- Președinte al clubului „Inventons demain” (2004-2007)
- Consilier special al lui Ségolène Royal, candidată la alegerile prezidențiale din mai 2007

### Funcții ministeriale
- 22 mai 1981 - 23 iulie 1984: ministru al Culturii în guvernele conduse de Pierre Mauroy
- 23 iulie 1984 - decembrie 1984: ministru delegat pentru Cultură în guvernul Fabius
- Decembrie 1984 - 20 martie 1986: ministru al Culturii în același guvern
- 13 mai 1988 - 22 iunie 1988: ministru al Culturii și al Comunicațiilor în primul guvern Rocard
- 23 iunie 1988 - 16 mai 1991: ministru al Culturii, al Comunicațiilor, al Marilor Lucrări și al Bicentenarului în al doilea guvern Rocard
- 17 mai 1991 - 2 aprilie 1992: ministru al Culturii, al Comunicațiilor și purtător de cuvânt al guvernului în guvernul Édith Cresson
- 4 aprilie 1992 - 29 martie 1993: ministru de stat, ministru al Educației Naționale și al Culturii în guvernul Pierre Bérégovoy
- 27 martie 2000 - 6 mai 2002: ministru al Educației Naționale în guvernul Lionel Jospin

### Carieră electivă locală

#### Consiliul Local
- 14 martie 1983 - 19 martie 1989: membru al Consiliului din Paris
- 1989 - 2002: consilier municipal în Blois (departamentul Loir-et-Cher)
- 20 martie 1989 - 27 martie 2000: primar al orașului Blois

#### Consiliul General
- 14 martie 1983 - 19 martie 1989: membru al Consiliului din Paris
- 1992 - 1993: consilier general al departamentului Loir-et-Cher, în cantonul Blois-4

#### Consiliul Regional
- martie - aprilie 1992: consilier regional al regiunii Centre
- martie 2004 - 14 martie 2010: consilier regional al regiunii Nord-Pas-de-Calais, ales în Pas-de-Calais
- aprilie 2004 - 14 martie 2010: vicepreședinte al consiliului regional, responsabil cu universitățile și cercetarea

### Mandate parlamentare

#### Membru al Parlamentului
- 2 aprilie 1986 - 28 iulie 1988: deputat al 1‑rei circumscripții din Loir-et-Cher
- 2 aprilie 1993 - 9 decembrie 1993: deputat al 1‑rei circumscripții din Loir-et-Cher
- 12 iunie 1997 - 27 aprilie 2000: deputat al 1‑rei circumscripții din Loir-et-Cher
- 19 iunie 2002 - 19 iunie 2012: deputat al 6‑a circumscripții din Pas-de-Calais (în 17 iunie 2012 a fost învins în a 2‑a circumscripție din Vosges de Gérard Cherpion)

#### Membru al Parlamentului European
- 19 iulie 1994 - 1 august 1997: deputat european

### Funcții culturale
- 1963 - 1973: fondator și director al Festivalului de teatru universitar de la Nancy
- 1973 - 1974: director al Teatrului Național Chaillot
- 1996 - 1998: director al Piccolo Teatro di Milano
- 1997: președinte al juriului celei de-a 47-a ediții a Festivalului de la Berlin
- Din 25 ianuarie 2013: președinte al Institutului Lumii Arabe

## Filmografie
Jack Lang a jucat în câteva filme și documentare, cel mai adesea interpretându-se pe sine însuși.
- 2001 : Paris à tout prix de Yves Jeuland (mini-serie documentară) : el însuși
- 2002 : So Long Mister Monore de Éric Dahan : el însuși
- 2006 : Nouvelle Chance de Anne Fontaine : el însuși
- 2008 : Pour vous servir de Sarah Bertrand (documentar) : el însuși
- 2010 : L'amour fou : Yves Saint Laurent - Pierre Bergé de Pierre Thoretton (documentar) : șeful delegației franceze
- 2012 : Un bonheur n'arrive jamais seul de James Huth : ministrul culturii
- 2017 : Monsieur et Madame Adelman de Nicolas Bedos : el însuși
- 2020 : Chambre 2806 : L'affaire DSK (mini-serie documentară lansată pe Netflix) : el însuși